# هلدرا
هلدرا (به آلمانی: Heldra) یک منطقهٔ مسکونی در آلمان است که در وانفرید واقع شده‌است. هلدرا ۴۹۰ نفر جمعیت دارد.